# Zebra sawannowa
Zebra sawannowa (Equus quagga borensis) – podgatunek zebry stepowej (Equus quagga). Występuje na pograniczu Kenii i Ugandy.
Jej źrebięta rodzą się z grzywą, którą tracą z wiekiem. Pierwsze zebry sawannowe przybyły do Europy w roku 1969 do Zoo w Dvůr Králové nad Labem (Czechy). Jest zagrożona wyginięciem.
W Polsce można je zobaczyć m.in. we Wrocławskim Ogrodzie Zoologicznym, gdzie regularnie się rozmnażają.